# Air Mayan
Air Mayan is een bestuurslaag in het regentschap Empat Lawang van de provincie Zuid-Sumatra, Indonesië. Air Mayan telt 3101 inwoners (volkstelling 2010).